# Gare de Riomaggiore
La gare de Riomaggiore (en italien : stazione di Riomaggiore) une gare ferroviaire située à Riomaggiore, dans la province de La Spezia, en Ligurie, dans le nord-ouest de l'Italie.

## Situation ferroviaire
Établie à 18 mètres d'altitude, la gare de Riomaggiore est située au point kilométrique 79,474 de la ligne Gênes-Pise. La gare est située sur la via Telemaco Signorini, légèrement au nord-ouest et en contrebas du village de Riomaggiore. Le sentier via dell'Amore débute à la sortie de la gare.
Elle est dotée de deux voies encadrées par deux quais latéraux.

## Description
La gare est située sur la ligne Pise - Gênes. Elle est constituée de deux voies : la première assure le trajet des trains vers Gênes, la deuxième dans l'autre sens vers La Spezia.

## Histoire
La gare a été inaugurée le 24 octobre 1874, en même temps que la section de Sestri Levante à La Spezia de la ligne Gênes-Pise.

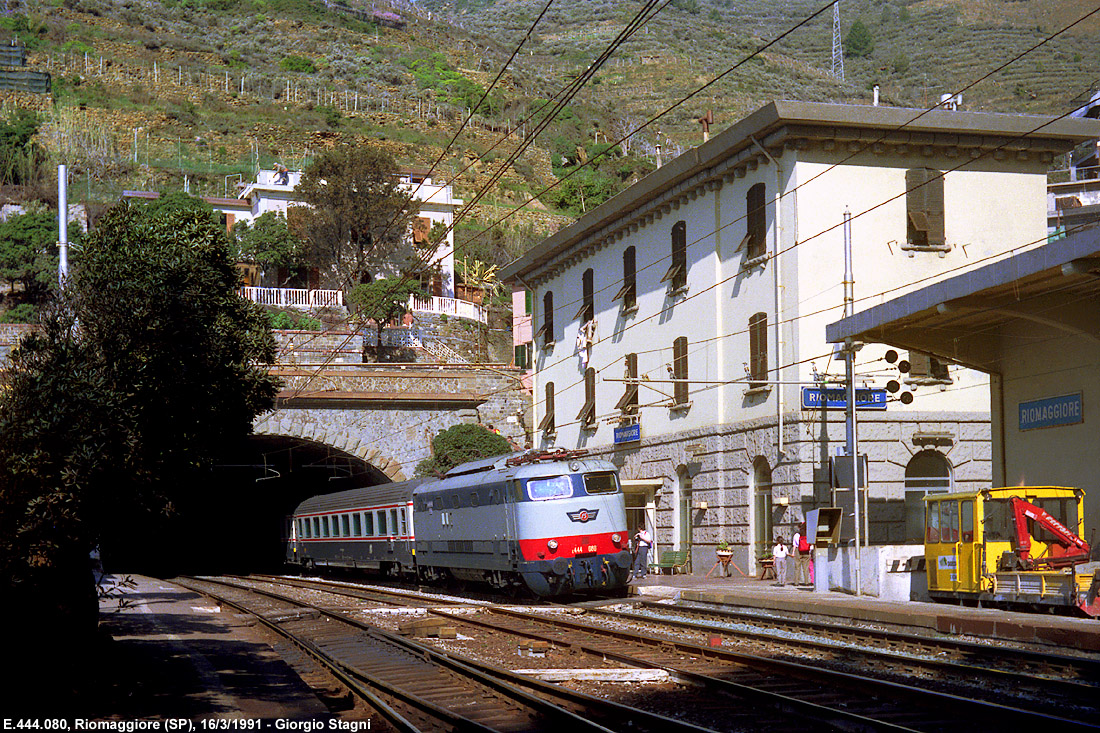
L'Intercity Turin-Naples, tractée par la locomotive E.444.080, traverse sans arrêt la gare de Riomaggiore le 16 03 1991. La troisième voie était encore visible.

Le doublement de la voie entre Manarola et Riomaggiore a été mis en service en 1920, puis jusqu'à Corniglia le 31 mai 1959. La gare a été profondément transformée lors de la construction du portail du tunnel Batternara-Riofinale (en direction de Manarola), ce qui a entraîné l'aménagement définitif des environs de la gare et la construction d'un nouveau bâtiment voyageurs à deux étages, de l'entrepôt de marchandises avec quai de chargement. La troisième voie, située au centre des voies, a été depuis supprimée.
La gare a été déclassée en simple arrêt le 14 décembre 2003.

## Service des voyageurs

### Accueil
Gare de Ferrovie dello Stato Italiane, elle est dotée d'un bâtiment voyageurs avec un guichet et un Distributeur automatique de titres de transport. On y trouve également un centre touristique du parc national des Cinque Terre, un bar et des toilettes. Le reste de la commune est accessible par un tunnel piétonnier.
La gare est accessible aux personnes à mobilité réduite par un ascenseur.

### Desserte
La gare de Riomaggiore est desservie toutes les heures toute l'année par des trains Regionale reliant Sestri Levante à La Spezia, dont certains sont amorcés depuis Savone ou Gênes. Elle est également desservie par la plupart des trains Regionale Veloce reliant Gênes à La Spezia, circulant toutes les deux heures, ainsi que par un train Regionale Veloce en fin de journée assurant une liaison directe de Gênes-Brignole à Parme.
En saison touristique, les trains Regionale « Cinque Terre Express » assurent une desserte omnibus cadencée à la demi-heure entre Levanto et La Spezia Centrale, dont certains trains sont prolongés jusqu'à La Spezia Migliarina ou Sarzana.

### Intermodalité
La gare de Riomaggiore n'est en correspondance directe avec aucune autre ligne de transports en commun.